# Тлаколулитанский сапотекский язык
Тлаколулитанский сапотекский язык (Asunción Tlacolulita Zapotec, Southeastern Yautepec Zapotec, Tlacolulita Zapotec, Zapoteco de Asunción Tlacolulita) — сапотекский язык, на котором говорят в городах Асунсьон-Тлаколулита и Сан-Хуан-Алотепек восточной части штата Оахака в Мексике. Тлаколулитанский сапотекский язык не тесно связан с другими языками.